# Javor (Novi Pazar)
Pour les articles homonymes, voir Javor.
Javor (en serbe cyrillique : Јавор) est un village de Serbie situé sur le territoire de la Ville de Novi Pazar, district de Raška. Au recensement de 2011, il comptait 11 habitants.
En serbe, le nom javor signifie « l'érable ».

## Démographie
| 1948 | 1953 | 1961 | 1971 | 1981 | 1991 | 2002 | 2011 |
| ---- | ---- | ---- | ---- | ---- | ---- | ---- | ---- |
| 145  | 178  | 181  | 131  | 80   | 45   | 18   | 11   |

|  |